# Nowa Wieś (powiat toruński)
Nowa Wieś – wieś w Polsce położona w województwie kujawsko-pomorskim, w powiecie toruńskim, w gminie Lubicz.
Wieś królewska starostwa bobrownickiego położona była w końcu XVI wieku w powiecie lipnowskim ziemi dobrzyńskiej. W latach 1975–1998 miejscowość należała administracyjnie do województwa toruńskiego.